# Petter Pihl
Petter Pihl (den yngre), född 19 september 1704 i Helsingborg, död där 3 september 1759, var en svensk jurist och politiker.
Petter Pihl var son till rådmannen och handlaren Petter Pihl (den äldre). Han genomgick Helsingborgs trivialskola, blev som ung rådman i staden och var från 1738 och till sin död borgmästare där. Pihl representerade även Helsingborg i borgarståndet vid samtliga riksdagar från 1738–1739 till 1755–1756. Pihl var den äldste borgmästare vars minne bevarats i folkliga traditioner. Han kallades vanligen "kungen i Helsingborg". Han anses ha varit en skicklig domare men mycket girig och gjorde sig inkomster på de medel, som staden under Karl XII:s tid förskjutit åt staten. Han ägde vid sin död 22 hus och gårdar i Helsingborg. Vid riksdagarna var Pihl en framstående medlem av hattpartiet och tillhörde vid flera tillfällen sekreta utskottet.